# 蛇尾三
南極座ν，又名CP-77 1510，HD 205478、SAO 257948、HR 8254，是南極座的一对分光双星，主星为一颗K0 III型恒星，视星等为3.73等，与伴星的公转周期为2.9年。
双星系统的主星的光谱型是K1 III，这表明南极座ν A是一颗已经燃烧完氢的巨星。南极座ν A的质量是太阳的1.6倍，但是其半径是太阳的5.8倍，光球层的有效温度为4860K，光度为太阳光度的18倍。南极座ν A可能是一颗系外行星的宿主，该系外行星是一个逆行的巨行星。
双星系统的伴星的质量比较低，由此判断其很有可能是一颗红矮星或者白矮星。根据估计，伴星的质量大约为0.6倍太阳质量。伴星和主星绕着共同质心相互公转，轨道周期为2年11月，离心率为0.24，轨道半长轴为2.63天文单位。